# 1988年乌鲁木齐“6·15”事件
1988年乌鲁木齐“6·15”事件，是1988年6月15日起发生在新疆维吾尔自治区乌鲁木齐市的骚乱事件。

## 简介
此次事件是位于乌鲁木齐市的多所高等院校的数百名少数民族学生上街游行，起因是学校厕所内发现汉文书写的侮辱少数民族的文字。侮辱少数民族必须查处，校方对此非常重视，很快便查获肇事者。
发现该标语之后，从1988年6月15日开始，500余名学生以此事为由上街游行，闹事4天，要求平等、民主、自由，矛头直指汉族，学生们提出的主要口号是“把汉族人赶出去”。在此期间，南疆、北疆许多地方都出现了宣传独立的传单、标语、大字报、小字报等等。最后，当地党委、政府采用和平手段，通过对学生的疏导、教育，平息了此次事件。
后来经查明，新疆大学的“大学生科学文化协会”具体策划并领导了此次事件。